# Anthurium molle
Anthurium molle är en kallaväxtart som beskrevs av Eduardo G. Gonçalves och J.G.Jardim. Anthurium molle ingår i släktet Anthurium och familjen kallaväxter. Inga underarter finns listade.